# Sonic Generations
Sonic Generations (яп. ソニックジェネレーションズ Соникку Джэнэрэ:сёндзу, с англ. — «Соник: Поколения») — видеоигра серии Sonic the Hedgehog в жанре платформер, разработанная студией Sonic Team и изданная компанией Sega в 2011 году для игровых консолей Xbox 360, PlayStation 3, Nintendo 3DS и для PC. В Японии игра была издана под двумя вариантами названия: версия для PlayStation 3 и Xbox 360 имеет подзаголовок Shiro no Jikū (白の時空 Сиро но Дзику:, «Белое временное-пространство»), тогда как 3DS версия — Ao no Bōken (青の冒険 Ао но Бо:кэн, «Синее приключение»). Официальным локализатором игры в России выступала компания «1С-СофтКлаб».
Sonic Generations является смесью игр серии Sonic the Hedgehog, которые были выпущены для разных поколений консолей. Её сюжет строится вокруг перемещения назад во времени ежа Соника и его встречи с самим собой из прошлого, а также их борьбе с новым врагом под именем Пожиратель времени. Игроку предстоит возможность выбрать классического или современного Соника для игры, стиль прохождения за которых различается. Игра за классического Соника наследует игровую механику старых игр серии, выпущенных в 90-е годы, в то время как игра за современного Соника напоминает такие игры серии, как Sonic Unleashed и Sonic Colors.
Разработка игры началась в 2008 году после выпуска Sonic Unleashed. Команда задумывала создать игру, посвящённую 20-летию серии Sonic the Hedgehog, и в ходе разработки было решено совместить различные эпохи игр о еже Сонике, а на протяжении создания игры выпускать дополнительный контент и продукцию к юбилею. Sonic Generations получила в основном положительные отзывы от игровой прессы. Обозреватели высоко оценили игровой процесс, графику и музыкальное сопровождение, но иногда подвергали критике управление и сюжетную линию. На 2012 год было продано 1,85 миллиона экземпляров игры.

## Игровой процесс
Различия стилей геймплея на примере уровня «Green Hill»
(версия игры для PS3, X360 и PC)
Sonic Generations представляет собой платформер, действие которого разворачивается в трёх поколениях серии Sonic the Hedgehog: классической эпохе (период с 1991 по 1998 год), эпохе Dreamcast (1998—2006) и современной эпохе (2006—2011). Игрок управляет одной из двух вариаций ежа Соника: Классической (англ. Classic Sonic, с внешностью 1991—1998 годов) или Современной (англ. Modern Sonic, с дизайном, используемым после 1998 года). Помимо внешнего вида, каждый из Соников имеет свой стиль геймплея, соответствующий его игровой эпохе. Игровой процесс за Классического Соника включает в себя уровни в двухмерной перспективе, наподобие «старых» игр серии, в то время уровни для Современного Соника представляют собой плавные переходы от двухмерного геймплея к трёхмерному и напоминают игры Sonic Unleashed и Sonic Colors. Приёмы, которые могут использовать Соники, также индивидуальны для каждого из них: Классическому доступны «кручёная атака» (англ. spin attack) и «кручёный рывок» (англ. spin dash), а Современному — «ускорение» (англ. sonic boost), «самонаводящаяся атака» (англ. homing attack) и «рывок в воздухе» (англ. jump dash). В процессе прохождения игры персонажам становятся доступны и другие приёмы: например, присутствует возможность разблокировать «самонаводящуюся атаку» для Классического Соника. Несмотря на различия в игровом процессе, цель у двух Соников одна — персонажам предстоит пройти несколько игровых зон, каждая из которых разделена на два акта и заполнена роботами доктора Эггмана — «бадниками» (англ. Badnik).
Во время прохождения главные герои собирают золотые кольца, служащие защитой от врагов, а при сборе 100 штук дающие дополнительную жизнь. Если игроку нанесён урон, то он потеряет все кольца, без которых персонаж гибнет при повторной атаке со стороны врага. Выпавшие после получения урона кольца можно собрать, но только в течение ограниченного времени и не более 20 штук. На уровнях, которые проходит Классический Соник, встречаются мониторы, после разбивания которых игрок получает бонусы (например, временную неуязвимость, ускорение), а на уровнях Современного Соника игроку могут даваться дополнительные очки за выполнение трюков в воздухе. Помимо золотых колец, игрок также собирает красные кольца, которые открывают бонусные материалы в Коллекционной комнате или делают доступными новые навыки для Соников. Для завершения прохождения уровня персонаж игрока должен коснуться таблички с изображением Эггмана или огромного кольца. После прохождения обоих актов Соник спасает одного из своих друзей, до этого находившегося в замороженном состоянии около входа на уровень. После прохождения трёх зон персонаж сражается с боссом.
На обычных уровнях также предусмотрена возможность играть за Классического и Современного Соников в их супер-форме: эта возможность становится доступной после её приобретения в магазине «Skill Shop». Для трансформации в супер-форму необходимо как минимум 50 колец. После того, как игрок соберёт нужное их количество, его Соник сможет превратиться в Супер Соника: цвет персонажа изменяется на золотой (вместе с визуальными эффектами его приёмов), он парит над землёй и неуязвим для атак и опасных препятствий. В то же время, персонаж по-прежнему может умереть если упадёт в пропасть, а его пребывание в супер-форме ограничено числом имеющихся у него колец, которое ежесекундно уменьшается. Кроме основной игры, в Sonic Generations доступна игра по сети, и делится она на два типа: в первой нужно пройти любой уровень за 30 секунд, а во второй — «Time Attack» — игроку нужно быстрее справляться с бадниками и боссами. Все данные об прохождении заносятся в онлайн-таблицу.

### Открытый мир
В версии Sonic Generations для PlayStation 3, Xbox 360 и Windows входы на все уровни расположены в открытом мире под названием «Hub World». В нём отсутствуют враги и кольца, а игровой персонаж не может умереть. В начале игры все строения на уровне совершенно белые и они приобретают цвета по мере прохождения уровней. В «Hub World» игрок может выбрать, какую зону ему посетить и каким Соником он будет играть — Классическим или Современным. Здесь же можно встретить персонажей, называемых противниками (англ. Rivals). Каждую эпоху представляет один противник (это Метал Соник, ёж Шэдоу и ёж Сильвер) и с каждым из них Сонику следует сразиться. В отличие от боссов, победа над противниками не является обязательной для открытия новых уровней, однако после неё игрок получает Изумруд Хаоса, необходимый для завершения игры (всего камней в игре семь).
После прохождения трёх уровней разных эпох открываются дополнительные миссии, которых в игре 90. Цели миссий разные: к примеру, игроку требуется пройти уровень, в котором враги двигаются в два раза быстрее, или дойти до финиша всего с одним кольцом. При этом у каждой миссии есть временной лимит. Обязательной миссией для каждого уровня и обоих вариаций Соника является «Doppelganger Race» (гонка допельгангера) — в ней ёж должен пройти уровень быстрей своего призрачного двойника. Каждому из девяти персонажей посвящены по две миссии: в одной из них он помогает игроку, а в другой является соперником. В конце каждой миссии, как и на уровнях, выставляется ранг, однако очки не начисляются. После завершения миссии над её входом появляется колокольчик. Если Соник коснётся его, оттуда вылетит нота, и некоторое время будет летать по «Hub World». Поймав её, в зависимости от цвета ноты, игрок разблокирует музыку или изображение в Коллекционной Комнате («Collection Room»). Прохождение определённых миссий открывает доступ к новым навыкам, которые игрок может купить в магазине. Кроме уровней, противников и боссов в «Hub World» имеется информационный стенд с подсказками и рекордами; «Skill Shop», представляющий собой магазин, который предназначен для покупки Сониками за очки опыта новых способностей, дополнительных жизней и даже игры Sonic the Hedgehog (доступна только для консолей); и «Collection Room», в которой находятся бонусные материалы, связанные с франшизой (например, иллюстрации, статуи персонажей или музыка).

### Версия для Nintendo 3DS
Геймплей в версии Sonic Generations для Nintendo 3DS аналогичен, за тем исключением, что уровни Современного Соника выполнены в стиле игры Sonic Rush и Nintendo DS-версии игры Sonic Colors. Помимо этого, 3DS-версия включает в себя соревновательный режим для двух игроков по беспроводной сети и через Интернет, а также поддерживает сервис StreetPass, в котором игрок может создать свой собственный профиль и указать в нём информацию о себе. Игрок также может делиться миссиями (всего их 100 штук) с другими пользователями через StreetPass и открывать их с помощью виртуальной валюты 3DS Game Coins. Как и в консольной версии, цели миссий в портативной версии также различаются, например, пройти определённый уровень или уничтожить врагов за ограниченное время. Помимо мультиплеера и онлайн-игры, в версии для 3DS присутствуют специальные этапы («Special Stage») из игры Sonic Heroes, на которых игрок собирает Изумруды Хаоса для разблокирования битвы с Пожирателем Времени.

### Список уровней и боссов
Игровые уровни в Sonic Generations представляют собой зоны из предыдущих игр серии. Между тем, уровни и боссы в версиях Sonic Generations для PlayStation 3, Xbox 360 и ПК отличаются от версии для Nintendo 3DS; единственным этапом, присутствующим в обеих версиях, является «Green Hill» из игры Sonic the Hedgehog 1991 года. Версия для PS3, X360 и ПК включает в себя девять уровней, а версия для 3DS — семь.
| Версия для Xbox 360, PlayStation 3 и ПК | Версия для Xbox 360, PlayStation 3 и ПК | Версия для Nintendo 3DS        | Версия для Nintendo 3DS      |
| Уровень                                 | Оригинальная игра                       | Уровень                        | Оригинальная игра            |
| --------------------------------------- | --------------------------------------- | ------------------------------ | ---------------------------- |
| «Green Hill»                            | Sonic the Hedgehog (1991)               | «Green Hill»                   | Sonic the Hedgehog (1991)    |
| «Chemical Plant»                        | Sonic the Hedgehog 2 (1992)             | «Casino Night»                 | Sonic the Hedgehog 2 (1992)  |
| «Sky Sanctuary»                         | Sonic & Knuckles (1994)                 | «Mushroom Hill»                | Sonic & Knuckles (1994)      |
| «Speed Highway»                         | Sonic Adventure (1998)                  | «Emerald Coast»                | Sonic Adventure (1998)       |
| «City Escape»                           | Sonic Adventure 2 (2001)                | «Radical Highway»              | Sonic Adventure 2 (2001)     |
| «Seaside Hill»                          | Sonic Heroes (2003)                     | «Water Palace»                 | Sonic Rush (2005)            |
| «Crisis City»                           | Sonic the Hedgehog (2006)               | «Tropical Resort»              | Sonic Colors (2010)          |
| «Rooftop Run»                           | Sonic Unleashed (2008)                  | —                              | —                            |
| «Planet Wisp»                           | Sonic Colors (2010)                     | —                              | —                            |
| «Casino Night» (DLC)                    | Sonic the Hedgehog 2 (1992)             | «Special Stage»                | Sonic Heroes (2003)          |
| Босс (оригинальный уровень)             | Оригинальная игра                       | Босс (оригинальный уровень)    | Оригинальная игра            |
| Death Egg Robot (Death Egg)             | Sonic the Hedgehog 2 (1992)             | Метал Соник                    | Sonic the Hedgehog CD (1993) |
| Метал Соник («Stardust Speedway»)       | Sonic the Hedgehog CD (1993)            | Big Arm («Launch Base»)        | Sonic the Hedgehog 3 (1994)  |
| Идеальный Хаос                          | Sonic Adventure (1998)                  | Ёж Шэдоу                       | Sonic Adventure 2 (2001)     |
| Ёж Шэдоу («Final Rush»)                 | Sonic Adventure 2 (2001)                | Биолизард («Cannon’s Core»)    | Sonic Adventure 2 (2001)     |
| Ёж Сильвер                              | Sonic the Hedgehog (2006)               | Egg Emperor («Final Fortress») | Sonic Heroes (2003)          |
| Egg Dragoon («Eggmanland»)              | Sonic Unleashed (2008)                  | Ёж Сильвер                     | Sonic the Hedgehog (2006)    |
| Пожиратель Времени                      | —                                       | Пожиратель Времени             | —                            |

## Сюжет
Между версиями для Xbox 360, PlayStation 3, ПК и версией для Nintendo 3DS существуют некоторые различия в сюжете, но в целом он одинаковый.
События консольной версии Sonic Generations начинаются в прошлом, когда Классический Соник, в очередной раз пробегая зону «Green Hill», наблюдает появление таинственного монстра — Пожирателя Времени. В настоящем времени друзья Современного Соника устраивают ему сюрприз, организовав пикник в честь его дня рождения. Однако на праздник врывается Пожиратель Времени и перемещает всех друзей ежа в различные периоды истории серии Sonic the Hedgehog. Сам главный герой приходит в себя в белом, пустынном месте и находит вход в зону «Green Hill». Обследовав её, Соник освобождает одного из своих друзей — лисёнка Тейлза, до этого находившегося в замороженном состоянии. Они решают спасти остальных персонажей, поэтому Современный Соник отправляется проверить зоны «Chemical Plant» и «Sky Sanctuary», не зная, что рядом бегает Соник из прошлого. Пройдя локации, ёж спасает ещё двух друзей — ежиху Эми и ехидну Наклза, а в зале с зеркалами оба Соника, наконец, обнаруживают, что их двое. Классический Соник бежит на голос своего врага доктора Роботника (Эггмана), который собирается уничтожить его с помощью огромного робота. Персонажу удалось победить учёного, но сразу после этого он видит, как Пожиратель Времени похищает своего соперника Эггмана.
Далее Соники встречают двух Тейлзов (Современного и Классического); вместе с ними они понимают, что посещая различные зоны, они возвращают им цвета, поэтому оба ежа продолжают проходить их и одновременно спасать друзей. После прохождения уровней «Speed Highway», «City Escape», «Seaside Hill», «Crisis City», «Roftop Run» и «Planet Wisp», главные герои спасают крольчиху Крим, летучую мышь Руж, хамелеона Эспио, кошку Блейз, крокодила Вектора и пчелу Чарми соответственно. В определённый момент Тейлзы замечают, что Пожирателю Времени не нравятся Изумруды Хаоса и просят Соников найти их все — в количестве семи камней. Через некоторое время доктор Эггман опять пытается уничтожить Современного Соника, на сей раз с помощью робота «Egg Dragoon», но снова терпит поражение. Как и в прошлый раз, доктора вновь похищает Пожиратель Времени.
В конце концов, Соники и Тейлзы узнают, что Пожиратель Времени является сверхъестественным существом, превращённым в машину и управляемым Классическим и Современным Эггманами: последний нашёл его после событий игры Sonic Colors на уровне «Planet Wisp», и, узнав про его способность изменять время и пространство, преобразовал его в робота, решив исправить с его помощью собственные ошибки и одержать победу над синим ежом. С помощью монстра Эггманы пытаются уничтожить Соников, и это им почти удаётся, но при поддержке со стороны всех своих друзей и используя семь Изумрудов Хаоса, ежи превращаются в Супер Соников и побеждают монстра. Современный Соник со своими друзьями возвращаются назад, на празднование дня рождения. Классические Соник и Тейлз тоже оказываются там, но понимают, что им пора возвращаться в своё время, в прошлое. Они прыгают в появившуюся временную кротовину; на прощание Современный Соник желает Классическому наслаждаться своим будущим. После титров показаны два Эггмана, застрявшие в белом безвременном пространстве и безрезультатно ищущие оттуда выход.
События версии Sonic Generations для Nintendo 3DS похожи на сюжет версии игры для других платформ. Главным отличием является отсутствие в сюжете друзей Соника, за исключением Тейлза. Из-за различий уровней и боссов между версиями, места, которые посещают Соники и их оппоненты, также имеют отличия. Несмотря на это, во всех версиях Соники так же два раза сражаются с Эггманами и их роботами («Big Arm» и «Egg Emperor») и тремя противниками (Метал Соником, ежом Шэдоу и ежом Сильвером).

## Разработка и выход игры
| Системные требования    | Системные требования                                       | Системные требования                              |
| ----------------------- | ---------------------------------------------------------- | ------------------------------------------------- |
|                         | Минимальные                                                | Рекомендуемые                                     |
| Windows                 |                                                            |                                                   |
| ОС                      | Windows XP/Vista/7                                         | Windows 7                                         |
| ЦПУ                     | Intel Pentium Dual-Core T4200 (2×2 ГГц) или AMD-эквивалент | Intel Core i5 2.66 ГГц или AMD Phenom II X4 3 ГГц |
| Объём ОЗУ               | 2 ГБ для Windows XP/7, 3 ГБ для Windows Vista              | 3 ГБ                                              |
| Место на диске          | 11 ГБ                                                      | 11 ГБ                                             |
| Информационный носитель | цифровая дистрибуция (Steam)                               | цифровая дистрибуция (Steam)                      |
| Видеокарта              | NVIDIA GeForce 8800 или ATI Radeon HD 2900                 | NVIDIA GeForce GTX 460 или ATI Radeon HD 5850     |

Студии Sonic Team и Dimps приступили к созданию Sonic Generations после выхода игры Sonic Unleashed в 2008 году. Разработчики были разделены на три команды: одна работала над версией Sonic Generations для консолей PlayStation 3 и Xbox 360, другая — для Nintendo 3DS; третья, британская компания Devil’s Details, занималась портированием на Windows. В качестве продюсера проекта выступил глава Sonic Team Такаси Иидзука. Руководителями проекта стали Хироси Миямото и Тэцу Катано, до этого задействованные в создании Sonic Riders и Sonic Storybook соответственно. Сценарий игры был написан Кеном Понтаком и Уорреном Граффом, которые работали над написанием сюжета для предыдущей игры серии — Sonic Colors.
Вначале разработчики задалась вопросом идеи будущей игры, планируя её как приуроченную к 20-летнему юбилею серии Sonic the Hedgehog. В Sonic Team решили, что вместо того, чтобы просто выпустить очередной платформер, они создадут такую игру, которая может быть выпущена только по такому особому случаю. После этого разработчики начали думать о том, как объединить всю 20-летнюю историю серии в одной игре. Было решено, что геймплей Sonic Generations будет разделён на «классический» и «современный» стили. При создании Sonic Generations для приставки Nintendo 3DS у разработчиков стоял выбор между портированной и отдельной консольной версией игры; в конце концов, была выбрана вторая идея.
Игра была разделена на три части (классическая, эра Dreamcast и современная), и в ней присутствуют по три игровых зоны из ранних основных проектов серии Sonic the Hedgehog. Выбор зон, которые в итоге вошли в Sonic Generations, проходил путём опроса среди всех сотрудников Sega, включая американских и европейских, а также среди поклонников серии. При выборе уровней для 3DS-версии был сделан уклон в более новые части серии, выходившие на Game Boy Advance и Nintendo DS, нежели на старые для Game Gear. На игровых зонах разработчики создали многочисленные отсылки и пасхальные яйца к старым проектам франшизы. В качестве главных героев в Sonic Generations выступают только обе вариации Соника — Классическая и Современная; другие персонажи серии также присутствуют в игре — поскольку они, по словам создателей, являются «большо́й частью истории Соника», — но только в качестве неигровых героев и камео. В то же время, специально для Sonic Generations, разработчики ввели нового злодея — Пожирателя Времени, который выступает главным боссом игры.
Как отмечалось выше, Sonic Generations создавалась для платформ PlayStation 3, Xbox 360, Windows и Nintendo 3DS; все они поддерживают стереоскопическое 3D. Первые три платформы используют игровой движок Hedgehog Engine, в то время как для последней консоли программисты из Dimps создали собственный отдельный движок. Проект не был выпущен на Wii по причине невозможности использования на данной приставке картинки высокого разрешения. Вариант с портированием версии 3DS на Wii был отклонён продюсером Такаси Иидзукой, который объяснил это тем, что 3DS-версия Sonic Generations — это празднование портативной истории Соника; следовательно, она должна была выйти именно на портативной консоли. Слухи о портировании Sonic Generations на недавно анонсированную тогда консоль от Nintendo, Wii U, развеял летом 2011 года вице-президент Sega Алан Притчард, сославшись на отсутствие необходимого для этого времени.

### Маркетинг и релиз
Первая информация по игре появилась в конце 2010 года, когда вице-президент Sega Алан Притчард намекнул в интервью журналу Game Informer о том, что компания готовит платформер, который по геймплею напоминает Sonic Colors и выйдет в следующем году. Анонс новой части франшизы состоялся в апреле 2011 года, когда издатель зарегистрировал новый домен SonicGenerations.com и опубликовал первый тизер-трейлер игры на официальной странице «Sonic the Hedgehog» в Facebook. Второй трейлер с демонстрацией игрового процесса был показан 18 апреля и в этот же день представители Sega официально подтвердили название и логотип проекта. 23 июня, в день 20-летия Соника, и в середине октября, в сервисах PlayStation Network и Xbox Live появились демоверсии Sonic Generations с уровнем «Green Hill». При этом первая была моментально взломана игроками и, благодаря этому, публика узнала названия игровых зон, бонусов, боссов, некоторых персонажей и режимов.
Для привлечения внимания к Sonic Generations и юбилею серии Sonic the Hedgehog, Sega вложила средства в ряд громких инициатив и провела несколько мероприятий. Игра демонстрировалась на выставках и мероприятиях Electronic Entertainment Expo 2011 (7-9 июня, Лос-Анджелес), Sonic Boom (8 июня, Лос-Анджелес), Joypolis (с 11 июня по 10 июля, Токио), Gamescom (17-21 августа, Кёльн), Penny Arcade Expo (26-28 августа, Сиэтл), Tokyo Game Show (15-18 сентября, Тиба), Eurogamer Expo (22-25 сентября, Лондон), ИгроМир (6-9 октября, Москва), New York Comic Con (13-16 октября, Нью-Йорк); турниры по Sonic Generations были проведены на мероприятии GAMEFest (Бирмингем и Мадрид, 16-18 сентября и с 29 сентября по 2 октября соответственно). Рекламная кампания по продвижению игры проводилась на благотворительной акции «The Amazing Sonic Quest», каналах британской телевизионной сети Sky, мультсериале «Симпсоны», спортивном мероприятии по скейтбордингу «Sonic Generations of Skate», а также в парках развлечений компании Six Flags Entertainment Corporation и во французской сети ресторанов Flunch.
Sonic Generations вышла в конце 2011 года, и продавалась как на физическом носителе (DVD, Blu-ray, картридж), так и в сервисах цифровой дистрибуции (Steam, Xbox Live, PlayStation Network, Nintendo eShop). С этого же года издательством Brady Games выпускались книги, где содержалось руководство и дополнительная информация по игре.

### Дополнительный контент, специальные издания и предзаказы
В Европе и Австралии вышло ограниченное коллекционное издание игры Sonic Generations: Collectors Editon. Помимо самой Sonic Generations, оно включало в себя фигурки Классического и Современного Соника, эксклюзивное «Золотое кольцо», книгу 20 Years of Sonic Art, с ранее не публиковавшимися эскизами и изображениями за последние 20 лет, музыкальный альбом Sonic Generations: 20 Years of Sonic Music, документальный фильм с коллекцией интервью History of Sonic: Birth of an Icon и, в дополнение ко всему, бонусный загружаемый контент. В Японии был доступен набор Sonic Generations 20th Anniversary Set, содержащий в себе кристаллический куб, кусок ткани с изображением Соников и, в зависимости от версии, один из двух музыкальных альбомов с музыкой различных игр серии прошлых лет. Вышеназванные альбомы также предоставлялись в этой стране при предзаказе вместе с игрой.
Для осуществивших предзаказ версии игры для PlayStation 3 или Xbox 360 на сайтах GameStop и GAME в качестве бонуса был обещан дополнительный загружаемый контент Exclusive Stage Pack, в который входят: мини-игра пинбол, основанная на уровне «Casino Night», тема для консоли, а для Xbox 360-версии — костюм Супер Соника для аватара. При предварительном заказе игры с GAME Australia также была обещана Сониковская шапка (подобный бонус уже предлагался для предзаказавших Sonic Colors). Мини-игра с «Casino Night» планировалась к выходу на сервисе Steam 26 декабря 2011 года, но появилась там только в январе следующего года.
Интернет-магазин The Hut Group, для предзаказавших версию для Xbox 360, предлагал набор из трёх костюмов для аватара (Соника, Супер Соника и классической Эми Роуз); а с версией для PlayStation 3 — динамическую тему с Классическим и Современным Сониками. 7 и 8 декабря соответственно темы и костюмы для аватаров стали доступны в сервисах PlayStation Network и Xbox Live.
При предзаказе Sonic Generations на Steam покупатель бесплатно получал игры Sonic 3D Blast и Sonic 3 & Knuckles. В России вышло издание под названием Sonic Generations Nostalgia Edition, которое включает коды на загрузку этих же самых игр.

## Музыка
Саундтрек Sonic Generations представляет собой ремиксы музыкальных композиций, использовавшихся в предыдущих играх серии. В каждой игровой зоне звучит ремикс её оригинального трека, но, тем не менее, они различаются в зависимости от выбранного игроком Соника — Классического или Современного. Над композициями всех треков работал музыкант Дзюн Сэноуэ, сочинявший музыку ко многим играм серии, начиная с Sonic the Hedgehog 3. С аранжировками помогали Кэнъити Токои, Масато Накамура, Такахито Эгути, Ричард Джейкс, Наофуми Хатая, и другие. Для записи некоторых композиций были приглашены вокалист Тони Харнелл и группы Crush 40 и Cash Cash.
В Европе и Австралии частью коллекционного издания игры являлся компакт-диск Sonic Generations: 20 Years of Sonic Music, который состоял из музыкальных тем первых уровней различных игр серии. В Японии вместе с заранее заказанной игрой покупатель получал аналогичный бонусный диск: History of the 1st Stage Original Soundtrack White Edition (при предзаказе консольных версий) или History of the 1st Stage Original Soundtrack Blue Edition (при предзаказе 3DS-версии). Каждый из них содержал половину тех треков, что были в 20 Years of Sonic Music. Выход музыкального альбома Sonic Generations Original Soundtrack: Blue Blur (яп. ソニック ジェネレーションズ　オリジナルサウンドトラック　ブルー・ブラー Соникку Джэнэрэ:сёндзу Оридзинару Саундоторакку Буру: Бура:) с саундтреком обеих версий игры состоялся 11 января 2012 года в Японии. Помимо основных альбомов, музыка из Sonic Generations присутствовала в альбоме 2016 года Sonic the Hedgehog 25th Anniversary Selection, выпуск которого был приурочен к 25-летию серии Sonic the Hedgehog.
| №                   | Название                                             | Текст песни         | Музыка                    | Исполнитель            | Длительность |
| ------------------- | ---------------------------------------------------- | ------------------- | ------------------------- | ---------------------- | ------------ |
| 1.                  | «SEGA»                                               |                     | Sega                      |                        | 0:04         |
| 2.                  | «Angel Island — Act I» (Sonic 3)                     |                     | Sega                      |                        | 2:41         |
| 3.                  | «Mushroom Hill — Act I» (Sonic & Knuckles)           |                     | Sega                      |                        | 2:01         |
| 4.                  | «Splash Hill — Act I» (Sonic 4: Episode I)           |                     | Дзюн Сэноуэ               |                        | 1:13         |
| 5.                  | «PalmTree Panic — Present» (Sonic CD)                |                     | Наофуми Хатая             |                        | 2:17         |
| 6.                  | «Toxic Caves» (Sonic Spinball)                       |                     | Говард Дроссин            |                        | 3:01         |
| 7.                  | «Green Grove — Act I» (Sonic 3D Blast)               |                     | Дзюн Сэноуэ               |                        | 3:17         |
| 8.                  | «Midnight Greenhouse» (Knuckles’ Chaotix)            |                     | Дзюнко Сирацу             |                        | 3:06         |
| 9.                  | «Lovers» (Sonic Championship)                        |                     | Маки Мороу                |                        | 2:26         |
| 10.                 | «Can You Feel the Sunshine» (Sonic R)                | Ричард Джейкс       | Ричард Джейкс             | Ти Джей Дэвис          | 2:54         |
| 11.                 | «Right There, Ride On» (Sonic Rush)                  |                     | Хидэки Наганума           |                        | 1:41         |
| 12.                 | «Plant Kingdom — Act I» (Sonic Rush Adventure)       |                     | Томоя Отани               |                        | 3:01         |
| 13.                 | «Blue Azure World» (Sonic Adventure)                 |                     | Дзюн Сэноуэ               |                        | 4:15         |
| 14.                 | «Escape from the City» (Sonic Adventure 2)           |                     | Дзюн Сэноуэ               | Тед Поли, Тони Харнелл | 2:21         |
| 15.                 | «Seaside Hill» (Sonic Heroes)                        |                     | Дзюн Сэноуэ               |                        | 2:56         |
| 16.                 | «Theme of Metal City» (Sonic Riders)                 |                     | Томонори Савада           |                        | 2:57         |
| 17.                 | «Quick Trip to Paradise» (Sonic Rivals)              |                     | Дзюн Сэноуэ, Ли Бротертон |                        | 2:56         |
| 18.                 | «Westopolis» (Shadow the Hedgehog)                   |                     | Дзюн Сэноуэ               |                        | 2:50         |
| 19.                 | «Let the Speed Mend It» (Sonic and the Secret Rings) | Runblebee           | Кэнъити Токои             | Runblebee              | 3:45         |
| 20.                 | «Camelot Castle» (Sonic and the Black Knight)        |                     | Дзюн Сэноуэ               |                        | 3:19         |
| 21.                 | «The Water’s Edge» (Sonic 2006)                      |                     | Марико Намба, Томоя Отани |                        | 3:33         |
| 22.                 | «Windmill Isle — Day» (Sonic Unleashed)              |                     | Томоя Отани               |                        | 5:05         |
| 23.                 | «Tropical Resort — Act I» (Sonic Colors)             |                     | Томоя Отани               |                        | 4:23         |
| Общая длительность: | Общая длительность:                                  | Общая длительность: | Общая длительность:       | Общая длительность:    | 66:02        |

| №                   | Название                                                 | Текст песни         | Музыка                    | Исполнитель            | Длительность |
| ------------------- | -------------------------------------------------------- | ------------------- | ------------------------- | ---------------------- | ------------ |
| 1.                  | «SEGA Call»                                              |                     | Sega                      |                        | 0:04         |
| 2.                  | «Angel Island» (Sonic 3)                                 |                     | Sega                      |                        | 2:41         |
| 3.                  | «Splash Hill» (Sonic 4: Episode I)                       |                     | Дзюн Сэноуэ               |                        | 1:13         |
| 4.                  | «Palmtree Panic» (Sonic CD)                              |                     | Наофуми Хатая             |                        | 2:17         |
| 5.                  | «Green Grove» (Sonic 3D Blast)                           |                     | Дзюн Сэноуэ               |                        | 3:17         |
| 6.                  | «Resort Island» (Sonic R)                                |                     | Ричард Джейкс             |                        | 2:54         |
| 7.                  | «Emerald Coast (Azure Blue World)» (Sonic Adventure)     |                     | Дзюн Сэноуэ               |                        | 4:15         |
| 8.                  | «City Escape (Escape from the City)» (Sonic Adventure 2) | Тед Поли            | Дзюн Сэноуэ               | Тед Поли, Тони Харнелл | 2:22         |
| 9.                  | «Westopolis» (Shadow the Hedgehog)                       |                     | Дзюн Сэноуэ               |                        | 2:50         |
| 10.                 | «Forest Falls» (Sonic Rivals)                            |                     | Крис Резансон             |                        | 2:56         |
| 11.                 | «Wave Ocean» (Sonic 2006)                                |                     | Марико Намба, Томоя Отани |                        | 3:33         |
| 12.                 | «Windmill Isle — Day» (Sonic Unleashed)                  |                     | Томоя Отани               |                        | 5:03         |
| Общая длительность: | Общая длительность:                                      | Общая длительность: | Общая длительность:       | Общая длительность:    | 33:25        |

| №                   | Название                                      | Текст песни         | Музыка                      | Исполнитель         | Длительность |
| ------------------- | --------------------------------------------- | ------------------- | --------------------------- | ------------------- | ------------ |
| 1.                  | «SEGA Call»                                   |                     | Sega                        |                     | 0:04         |
| 2.                  | «Mushroom Hill» (Sonic & Knuckles)            |                     | Sega                        |                     | 2:00         |
| 3.                  | «Toxic Caves» (Sonic Spinball)                |                     | Говард Дроссин              |                     | 3:01         |
| 4.                  | «Botanic Base» (Knuckles’ Chaotix)            |                     | Дзюнко Сирацу, Марико Намба |                     | 3:06         |
| 5.                  | «South Island» (Sonic the Fighters)           |                     | Маки Морроу                 |                     | 2:26         |
| 6.                  | «Seaside Hill» (Sonic Heroes)                 |                     | Дзюн Сэноуэ                 |                     | 2:56         |
| 7.                  | «Leaf Storm» (Sonic Rush)                     |                     | Хидэки Наганума             |                     | 1:42         |
| 8.                  | «Plant Kingdom» (Sonic Rush Adventure)        |                     | Томоя Отани                 |                     | 3:01         |
| 9.                  | «Metal City» (Sonic Riders)                   |                     | Томонори Савада             |                     | 2:57         |
| 10.                 | «Sand Oasis» (Sonic and the Secret Rings)     | Runblebee           | Кэнъити Токои               | Runblebee           | 3:43         |
| 11.                 | «Camelot Castle» (Sonic and the Black Knight) |                     | Дзюн Сэноуэ                 |                     | 3:18         |
| 12.                 | «Tropical Resort» (Sonic Colors)              |                     | Томоя Отани                 |                     | 4:23         |
| Общая длительность: | Общая длительность:                           | Общая длительность: | Общая длительность:         | Общая длительность: | 32:37        |

| №                   | Название                                                                                   | Текст песни         | Музыка                                                         | Исполнитель            | Длительность |
| ------------------- | ------------------------------------------------------------------------------------------ | ------------------- | -------------------------------------------------------------- | ---------------------- | ------------ |
| 1.                  | «Title»                                                                                    |                     | Масато Накамура, Дзюн Сэноуэ                                   |                        | 0:21         |
| 2.                  | «Green Hill: Act 1»                                                                        |                     | Масато Накамура, Наофуми Хатая                                 |                        | 1:49         |
| 3.                  | «Green Hill: Act 2 — Normal»                                                               |                     | Масато Накамура, Дзюн Сэноуэ                                   |                        | 2:21         |
| 4.                  | «Green Hill: Act 2 — Fast»                                                                 |                     | Масато Накамура, Дзюн Сэноуэ                                   |                        | 2:22         |
| 5.                  | «Chemical Plant: Act 1»                                                                    |                     | Масато Накамура, Наофуми Хатая                                 |                        | 2:18         |
| 6.                  | «Chemical Plant: Act 2»                                                                    |                     | Масато Накамура, Дзюн Сэноуэ                                   |                        | 2:44         |
| 7.                  | «Sky Sanctuary: Act 1»                                                                     |                     | Sega, Наофуми Хатая                                            |                        | 2:18         |
| 8.                  | «Sky Sanctuary: Act 2 — Normal»                                                            |                     | Sega, Дзюн Сэноуэ                                              |                        | 2:17         |
| 9.                  | «Sky Sanctuary: Act 2 — Fast»                                                              |                     | Sega, Дзюн Сэноуэ                                              |                        | 2:20         |
| 10.                 | «Run Through the Speed Highway — Cash Cash RMX / Speed Highway: Act 1»                     |                     | Дзюн Сэноуэ, Cash Cash                                         |                        | 2:20         |
| 11.                 | «Run Through the Speed Highway / Speed Highway: Act 2»                                     |                     | Дзюн Сэноуэ                                                    |                        | 3:42         |
| 12.                 | «Going Down!? — Cash Cash vs. Jun Senoue RMX / Speed Highway: Act 2 — Skyscraper Downhill» |                     | Фумиэ Куматани, Дзюн Сэноуэ, Cash Cash                         |                        | 0:55         |
| 13.                 | «Escape from the City — Cash Cash RMX / City Escape: Act 1»                                | Тед Поли            | Дзюн Сэноуэ,                                                   | Тед Поли, Тони Харнелл | 2:36         |
| 14.                 | «Escape from the City — Blue Blur RMX / City Escape: Act 2»                                | Тед Поли            | Дзюн Сэноуэ                                                    | Тед Поли, Тони Харнелл | 3:40         |
| 15.                 | «Mad Convoy Race / City Escape: Act 2 — GUN Convoy Battle»                                 |                     | Дзюн Сэноуэ                                                    |                        | 0:51         |
| 16.                 | «Seaside Hill: Act 1»                                                                      |                     | Дзюн Сэноуэ, Ричард Джейкс                                     |                        | 2:43         |
| 17.                 | «Seaside Hill: Act 2»                                                                      |                     | Дзюн Сэноуэ, Наофуми Хатая                                     |                        | 4:06         |
| 18.                 | «Crisis City: Act 1»                                                                       |                     | Томоя Отани                                                    |                        | 2:31         |
| 19.                 | «Crisis City: Act 2»                                                                       |                     | Томоя Отани                                                    |                        | 3:03         |
| 20.                 | «Rooftop Run: Act 1»                                                                       |                     | Томоя Отани                                                    |                        | 3:38         |
| 21.                 | «Rooftop Run: Act 2»                                                                       |                     | Томоя Отани                                                    |                        | 2:34         |
| 22.                 | «Planet Wisp: Color Power / Pink Spike»                                                    |                     | Томоя Отани                                                    |                        | 0:20         |
| 23.                 | «Planet Wisp: Act 1»                                                                       |                     | Кэнъити Токои                                                  |                        | 3:24         |
| 24.                 | «Planet Wisp: Color Power / Orange Rocket»                                                 |                     | Томоя Отани                                                    |                        | 0:09         |
| 25.                 | «Planet Wisp: Act 2»                                                                       |                     | Кэнъити Токои                                                  |                        | 2:56         |
| 26.                 | «End Roll Medley Ver. 1»                                                                   |                     | Масато Накамура, Sega, Дзюн Сэноуэ, Томоя Отани, Кэнъити Токои |                        | 7:24         |
| Общая длительность: | Общая длительность:                                                                        | Общая длительность: | Общая длительность:                                            | Общая длительность:    | 65:42        |

| №                   | Название                                                                    | Музыка                                                           | Исполнитель         | Длительность |
| ------------------- | --------------------------------------------------------------------------- | ---------------------------------------------------------------- | ------------------- | ------------ |
| 1.                  | «Title (Short Ver.)»                                                        | Масато Накамура, Дзюн Сэноуэ                                     |                     | 0:13         |
| 2.                  | «Casino Night: Act 1»                                                       | Масато Накамура, Наофуми Хатая                                   |                     | 2:15         |
| 3.                  | «Casino Night: Act 2»                                                       | Масато Накамура, Дзюн Сэноуэ, Ацуси «Суси» Косуги                |                     | 4:02         |
| 4.                  | «Mushroom Hill: Act 1»                                                      | Sega, Наофуми Хатая                                              |                     | 2:13         |
| 5.                  | «Mushroom Hill: Act 2»                                                      | Sega, Дзюн Сэноуэ                                                |                     | 3:01         |
| 6.                  | «Blue Azure World / Emerald Coast: Act 1»                                   | Дзюн Сэноуэ                                                      |                     | 4:13         |
| 7.                  | «Windy and Ripply / Emerald Coast: Act 2»                                   | Дзюн Сэноуэ                                                      |                     | 3:14         |
| 8.                  | «Vengeance Is Mine — Cash Cash RMX / Radical Highway: Act 1»                | Дзюн Сэноуэ, Cash Cash                                           |                     | 3:26         |
| 9.                  | «Vengeance Is Mine — Circuit Freq RMX / Radical Highway: Act 2»             | Дзюн Сэноуэ, Circuit Freq                                        |                     | 2:43         |
| 10.                 | «Back 2 Back — Digital Remakin’ Track / 2-10. Water Palace: Act 1»          | Хидэки Наганума                                                  |                     | 2:47         |
| 11.                 | «Back 2 Back — Cash Cash RMX / Water Palace: Act 2»                         | Хидэки Наганума, Cash Cash                                       |                     | 2:59         |
| 12.                 | «Tropical Resort — Color Power / Red Burst»                                 | Томоя Отани                                                      |                     | 0:26         |
| 13.                 | «Tropical Resort: Act 1»                                                    | Томоя Отани                                                      |                     | 4:22         |
| 14.                 | «Tropical Resort — Color Power / Cyan Laser»                                | Томоя Отани                                                      |                     | 0:17         |
| 15.                 | «Tropical Resort: Act 2»                                                    | Томоя Отани                                                      |                     | 3:35         |
| 16.                 | «Boss Battle: Big Arms»                                                     | Sega, Cash Cash                                                  |                     | 3:37         |
| 17.                 | «Supporting Me… / Boss Battle: Biolizard»                                   | Хэйго Тани, Фумиэ Куматани, Ричард Джейкс                        | Эверетт Брэдли      | 3:27         |
| 18.                 | «Boss Battle: Egg Emperor»                                                  | Дзюн Сэноуэ                                                      |                     | 2:38         |
| 19.                 | «Special Stage»                                                             | Наофуми Хатая, Cash Cash                                         |                     | 2:31         |
| 20.                 | «End Roll Medley ver. 2»                                                    | Масато Накамура, Sega, Дзюн Сэноуэ, Хидэки Наганума, Томоя Отани |                     | 7:22         |
| 21.                 | «Super Sonic Racing — Cash Cash vs. Jun Senoue RMX / Challenge / Mission 1» | Ричард Джейкс, Cash Cash                                         | Алекс Маклауф       | 3:16         |
| 22.                 | «Challenge / Mission 2»                                                     | Дзюн Сэноуэ, Sega                                                |                     | 2:30         |
| 23.                 | «Challenge / Mission 3»                                                     | Кэнъити Токои                                                    |                     | 2:50         |
| 24.                 | «Challenge / Mission 4»                                                     | Дзюн Сэноуэ, Sega                                                |                     | 2:06         |
| 25.                 | «Challenge / Mission 5»                                                     | Ричард Джейкс                                                    |                     | 2:59         |
| Общая длительность: | Общая длительность:                                                         | Общая длительность:                                              | Общая длительность: | 73:02        |

| №                   | Название                                                                             | Текст песни         | Музыка                                                                                      | Исполнитель            | Длительность |
| ------------------- | ------------------------------------------------------------------------------------ | ------------------- | ------------------------------------------------------------------------------------------- | ---------------------- | ------------ |
| 1.                  | «Title Demo»                                                                         |                     | Дзюн Сэноуэ                                                                                 |                        | 0:42         |
| 2.                  | «Rival Battle: Metal Sonic»                                                          |                     | Наофуми Хатая                                                                               |                        | 1:48         |
| 3.                  | «Rival Battle: Metal Sonic (US ver.)»                                                |                     | Спенсер Нильсен, Алекс Маклауф                                                              |                        | 2:03         |
| 4.                  | «For True Story — Circuit Freq RMX / Rival Battle: Shadow the Hedgehog»              |                     | Хэйго Тани, Фумиэ Куматани, Circuit Freq                                                    | Эверетт Брэдли         | 2:20         |
| 5.                  | «Live & Learn (Short ver.) / Rival Battle: Shadow the Hedgehog — Sonic Attack»       | Джонни Джиоэли      | Дзюн Сэноуэ                                                                                 | Crush 40               | 0:48         |
| 6.                  | «All Hail Shadow (Short Ver.) / Rival Battle: Shadow the Hedgehog — Shadow Attack»   | Майк Щутер          | Дзюн Сэноуэ                                                                                 | Crush 40               | 0:48         |
| 7.                  | «Rival Battle: Silver the Hedgehog»                                                  |                     | Хидэаки Кобаяси, Ричард Джейкс                                                              |                        | 3:42         |
| 8.                  | «Boss Battle: Death Egg Robot»                                                       |                     | Масато Накамура, Дзюн Сэноуэ                                                                |                        | 2:57         |
| 9.                  | «Open Your Hearth — Crush 40 vs. Circuit Freq RMX / Boss Battle: Perfect Chaos Pt-I» | Дзюн Сэноуэ         | Дзюн Сэноуэ, Кэнъити Токои, Circuit Freq                                                    | Crush 40, Circuit Freq | 4:36         |
| 10.                 | «Perfect Chaos Revival! / Boss Battle: Perfect Chaos Pt-II»                          |                     | Кэнъити Токои, Ричард Джейкс                                                                |                        | 2:31         |
| 11.                 | «Boss Battle: Egg Dragoon»                                                           |                     | Хидэаки Кобаяси, Ричард Джейкс                                                              |                        | 3:00         |
| 12.                 | «Boss Battle: Time Eater ver.1»                                                      |                     | Ричард Джейкс                                                                               |                        | 2:19         |
| 13.                 | «Boss Battle: Time Eater ver.2»                                                      |                     | Ричард Джейкс                                                                               |                        | 2:23         |
| 14.                 | «Boss Battle: Time Eater — Final Attack»                                             |                     | Дзюн Сэноуэ                                                                                 |                        | 0:48         |
| 15.                 | «White Space Medley»                                                                 |                     | Дзюн Сэноуэ, Масато Накамура, Sega, Томоя Отани, Кэнъити Токои, Наофуми Хатая, Марико Намба |                        | 10:14        |
| 16.                 | «Menu 1»                                                                             |                     | Наофуми Хатая                                                                               |                        | 2:51         |
| 17.                 | «Menu 2»                                                                             |                     | Хидэаки Кобаяси                                                                             |                        | 0:37         |
| 18.                 | «Jingle: Invicible Ver. 1»                                                           |                     | Масато Накамура, Наофуми Хатая                                                              |                        | 0:19         |
| 19.                 | «Jingle: Invicible Ver. 2»                                                           |                     | Масато Накамура, Дзюн Сэноуэ                                                                |                        | 0:22         |
| 20.                 | «Jingle: Timer»                                                                      |                     | Sega, Дзюн Сэноуэ                                                                           |                        | 0:19         |
| 21.                 | «Jingle: Act Clear»                                                                  |                     | Sega, Дзюн Сэноуэ                                                                           |                        | 0:07         |
| 22.                 | «Jingle: Result Ver. 1»                                                              |                     | Дзюн Сэноуэ                                                                                 |                        | 0:26         |
| 23.                 | «Jingle: Result Ver. 2»                                                              |                     | Дзюн Сэноуэ                                                                                 |                        | 0:35         |
| 24.                 | «Jingle: Game Over»                                                                  |                     | Sega, Дзюн Сэноуэ                                                                           |                        | 0:14         |
| 25.                 | «Skill: Precious Time / Ring Time»                                                   |                     | Sega, Дзюн Сэноуэ                                                                           |                        | 0:22         |
| 26.                 | «Skill: Time Brake»                                                                  |                     | Кэнъити Токои, Дзюн Сэноуэ                                                                  |                        | 0:23         |
| 27.                 | «Skill Shop»                                                                         |                     | Масато Накамура                                                                             |                        | 1:30         |
| 28.                 | «Collection Room»                                                                    |                     | Sega, Дзюн Сэноуэ                                                                           |                        | 2:42         |
| 29.                 | «Gallery»                                                                            |                     | Sega, Дзюн Сэноуэ                                                                           |                        | 4:16         |
| 30.                 | «Cut Scene 1»                                                                        |                     | Ричард Джейкс                                                                               |                        | 1:19         |
| 31.                 | «Cut Scene 2»                                                                        |                     | Ютака Минобэ                                                                                |                        | 1:01         |
| 32.                 | «Cut Scene 3»                                                                        |                     | Ясуфуми Фукуда                                                                              |                        | 1:17         |
| 33.                 | «Cut Scene 4»                                                                        |                     | Ричард Джейкс                                                                               |                        | 0:47         |
| 34.                 | «Cut Scene 5»                                                                        |                     | Ютака Минобэ                                                                                |                        | 1:45         |
| 35.                 | «Cut Scene 6»                                                                        |                     | Дзюн Сэноуэ                                                                                 |                        | 0:27         |
| 36.                 | «Cut Scene 7»                                                                        |                     | Ричард Джейкс                                                                               |                        | 0:49         |
| 37.                 | «Cut Scene 8»                                                                        |                     | Ясуфуми Фукуда                                                                              |                        | 3:41         |
| 38.                 | «Cut Scene 9»                                                                        |                     | Дзюн Сэноуэ                                                                                 |                        | 0:19         |
| 39.                 | «Cut Scene 10»                                                                       |                     | Ясуфуми Фукуда                                                                              |                        | 1:49         |
| Общая длительность: | Общая длительность:                                                                  | Общая длительность: | Общая длительность:                                                                         | Общая длительность:    | 69:16        |

## Озвучивание
Впервые за всю историю серии, в Sonic Generations был сделан дубляж не только на английский и японский язык, но и на французский, немецкий, итальянский и испанский. Английская версия Sonic Generations — третья игра в серии с обновлённым актёрским составом (предыдущими были Sonic Free Riders и Sonic Colors, выпущенные в ноябре 2010 года). В то же время, в японской версии актёрский состав озвучивания остаётся почти неизменным со времён Sonic Adventure. Над немецким дубляжем работали те же актёры, что и при озвучивании Sonic X. В версиях для Xbox 360, PlayStation 3 и Windows можно менять озвучивание и субтитры, а версия игры на Nintendo 3DS имеет озвучивание только на одном языке в соответствии с регионом консоли, однако в настройках можно сменить язык субтитров.
Классический Соник, как и в большинстве «старых» игр серии, не разговаривает. Отвечая сайту Kotaku, Аарон Уэббер заявил, что Классический Соник мог бы говорить, если бы они смогли заполучить Джалила Уайта — актёра, озвучившего главного героя в трёх мультсериалах 1990-х годов: Adventures of Sonic the Hedgehog, Sonic the Hedgehog и Sonic Underground. Однако сам Джалил Уайт в Твиттере опроверг эту информацию.
Ниже в таблице указаны актёры озвучивания английской и японской версии.
| Персонаж                                   | Японский актёр озвучивания | Английский актёр озвучивания |
| ------------------------------------------ | -------------------------- | ---------------------------- |
| Ёж Соник (Современный)                     | Дзюнъити Канэмару          | Роджер Крейг Смит            |
| Майлз «Тейлз» Прауэр (Современный)         | Рё Хирохаси                | Кейт Хиггинс                 |
| Майлз «Тейлз» Прауэр (Классический)        | Такуто Ёсинага             | Кейт Хиггинс                 |
| Эми Роуз                                   | Таэко Кавата               | Синди Робинсон               |
| Ехидна Наклз                               | Нобутоси Канна             | Трэвис Виллингем             |
| Крольчиха Крим                             | Саяка Аоки                 | Мишель Рафф                  |
| Летучая мышь Руж                           | Руми Отиай                 | Карен Страссмен              |
| Хамелеон Эспио                             | Юки Масуда                 | Трой Бейкер                  |
| Кошка Блейз                                | Нао Такамори               | Лора Бэйли                   |
| Крокодил Вектор                            | Кэнта Миякэ                | Кит Сильверстейн             |
| Пчела Чарми                                | Ёко Тэпподзука             | Коллин О’Шонесси             |
| Ёж Шэдоу                                   | Кодзи Юса                  | Кирк Торнтон                 |
| Ёж Сильвер                                 | Дайсукэ Оно                | Квинтон Флинн                |
| Доктор Эггман (Современный и Классический) | Тикао Оцука                | Майк Поллок                  |
| Омочао                                     | Эцуко Кодзакура            | Лора Бэйли                   |
| Примечания:1. 2. 3.                        |                            |                              |

## Оценки и мнения
| Сводный рейтинг       | Сводный рейтинг                                         |
| Агрегатор             | Оценка                                                  |
| --------------------- | ------------------------------------------------------- |
| GameRankings          | 78,67 % (X360) 79,29 % (PS3) 78,43 % (PC) 69,50 % (3DS) |
| Game Ratio            | 78 % (X360) 76 % (PS3) 74 % (PC) 61 % (3DS)             |
| Metacritic            | 77/100 (X360) 76/100 (PS3) 77/100 (PC) 66/100 (3DS)     |
| MobyRank              | 80/100 (PC) 78/100 (X360) 78/100 (PS3) 71/100 (3DS)     |
| Иноязычные издания    |                                                         |
| Издание               | Оценка                                                  |
| 1UP.com               | B (X360/PS3)                                            |
| AllGame               | (X360) · (PS3) · (PC) · (3DS)                           |
| CVG                   | 7,5/10 (X360/PS3)                                       |
| Destructoid           | 8/10 (X360/PS3/PC) 6,5/10 (3DS)                         |
| Edge                  | 5/10 (PS3)                                              |
| EGM                   | 6,5/10 (X360)                                           |
| Eurogamer             | 7/10 (PS3) 5/10 (3DS)                                   |
| Famitsu               | 35/40                                                   |
| G4                    | 4/5 (X360/PS3)                                          |
| Game Informer         | 6,75/10 (X360/PS3) 5,75/10 (3DS)                        |
| GamePro               | (X360/PS3)                                              |
| GameSpot              | 8/10 (X360/PS3)                                         |
| GameSpy               | (PC)                                                    |
| GamesRadar+           | 8/10 (X360/PS3) 7/10 (3DS)                              |
| GameTrailers          | 8,1/10                                                  |
| GameZone              | 9/10 (X360/PS3) 7,5/10 (3DS)                            |
| IGN                   | 8,5/10 (X360/PS3/PC) 7/10 (3DS)                         |
| Nintendo Power        | 8/10 (3DS)                                              |
| Nintendo World Report | 7,5/10 (3DS) 8,5/10 (3DS)                               |
| ONM                   | 85 % (3DS)                                              |
| OPM                   | 8/10 (PS3)                                              |
| OXM                   | 7/10 (X360)                                             |
| PALGN                 | 9,5/10 (PS3) 6,5/10 (3DS)                               |
| Русскоязычные издания |                                                         |
| Издание               | Оценка                                                  |
| PlayGround.ru         | 8,1/10 (X360)                                           |
| «Игромания»           | 6/10 (X360/PS3/PC)                                      |
| «Страна игр»          | 8,5/10 (X360/PS3/PC) 6,5/10 (3DS)                       |

Версия Sonic Generations для основных консолей и Windows получила, по большей части, положительные отзывы от игровых критиков. По данным сайта Metacritic, средняя оценка игры составляет 77 баллов для Windows и Xbox 360, и 76 баллов для PlayStation 3. Схожая статистика опубликована в GameRankings — 79,29 % для PlayStation 3, 78,67 % для Xbox 360, и 78,43 % для Windows. Многие журналисты назвали Sonic Generations лучшим платформером с участием Соника.
Восторженные отзывы получили графика и дизайн уровней. По словам представителя сайта Eurogamer Тома Бромвелла, в игре хорошо подобрана цветовая гамма, а Джек Деврис и Брайан Альтано из IGN назвали 3D-модель Классического Соника умилительной. Рецензенты из Eurogamer и 1UP.com считают, что Sega приняла умное решение за последние годы, найдя в Sonic Generations золотую середину в игровом дизайне. Рецензент сайта GameSpy Рэй Бернхольт пишет: «Принимая во внимание, что уровни охватывают всю игрографию Соника, они [разработчики] стараются показать лучшее из обоих миров [классики и современности], и им это, по большей части, удаётся». Игровые уровни Sonic Generations вышли реалистичными, зона «Green Hill» получила «подтяжку лица», а на некоторых местах присутствуют погони грузовика с пилами или полёт на ракете. Помимо локации «Green Hill», хорошо получились другие ремейки зон из старых игр — «Chemical Plant» и «Sky Sanctuary». В игре также присутствуют уровни из более рискованных периодов серии, например, «Crisis City» из Sonic the Hedghehog 2006 года или «Planet Wisp» из Sonic Colors. Сергей Цилюрик в журнале «Страна игр» считал, что некоторые уровни могут похвастаться декорациями — например, ночной «Green Hill» и «Sky Sanctuary». Большинство критиков пришли к мнению, что количество этапов в игре слишком мало, боссы получились слишком лёгкими, но прохождение миссий было увлекательным. В обзоре IGN было отмечено, что хотя графика в Sonic Generations отлично смотрится в динамике, она выглядит не так хорошо при статичном изображении, и у игры иногда наблюдаются проблемы с кадровой частотой.
Игровой процесс Sonic Generations получил в основном высокие оценки. Натан Меньё (GameSpot) признал отлично выполненными переходы от 2D к 3D и написал, что в игре изумительно работает соединение лучших элементов из старого и нового геймплея. Как писал журналист «Страны игр» Сергей Цилюрик, «ингредиенты добавляются в равных пропорциях: один уровень — одному Сонику, другой — другому». Однако игра за главных героев не была идеальной в глазах критиков. По словам представителей IGN, иногда кажется, что Классический Соник будто плывёт во время движения, а Современный Соник может при любой мелкой ошибке встать как вкопанный. Кроме того, во время игры за современного Соника случаются неаккуратные падения в ямы и пусто́ты — Боб Маки (1UP.com) считает, что такие моменты остаются главными недостатками серии Sonic the Hedgehog и Sonic Team долго не может исправить данные проблемы в своих играх. Было положительно отмечено, что друзья Соника в миссиях не служат декорациями, а выступают в качестве персонажей-помощников: например, Тейлз может нести Соника по небу, Эми может с помощью своего молота запустить главного героя вверх, а Наклз способен копать землю в поисках клада и так далее. Некоторые обозреватели были полностью разочарованы игровым процессом. Например, Илья Янович в обзоре для журнала «Игромания» писал, что «лучше всего в Sonic Generations смотрятся элементы как раз из неудачных игр вроде Heroes и Riders, когда нужно бездумно куда-то лететь ракетой», в то время как при переходе игры на классический платформер начинаются серьёзные проблемы с виртуальной камерой, и это не даёт игроку понять, куда бежать, что делать и где прыгать. Эти недостатки также упоминал в своей рецензии представитель Electronic Gaming Monthly Джеймс Пиковер. Виртуальную камеру он назвал «плохой», а 2D- и 3D-перспективы, по его мнению, оказались испорченными. В версии игры для Windows наблюдались проблемы с управлением.
После выхода Sonic Generations критики положительно оценили музыкальное сопровождение игры. Джек Деврис и Брайан Альтано из IGN хотя и разделили песни на две категории — хиты и те, что можно пропустить, — ремиксы, по их мнению, получились «крутыми». Для Сергея Цилюрика из «Страны игр» «ремиксы хорошо знакомых мелодий выполнены на твёрдую пятёрку, и саундтрек Generations наверняка обоснуется в плей-листе едва ли не каждого фаната сверхзвукового ежа». Кроме того, Цилюрик похвалил разработчиков за возможность поменять музыкальную тему уровня на другую. Представитель сайта Square Enix Music Online, Джо Хаммонд, был поражён разнообразием треков, которые звучат в разных частях франшизы. Сам саундтрек для юбилейной игры получился хорошим, однако, по мнению Джо Хаммонда, некоторые мелодии (например, «Live & Learn» и «All Hail Shadow») звучат на уровнях бессмысленно.
Неоднозначно был оценён сюжет игры, и мнения критиков разделились. Одним рецензентам сюжет нравился из-за хорошего юмора и многочисленных отсылок к предыдущим играм серии, бо́льшую часть которых поймут, в основном, поклонники Соника. «Sonic Team, скорее всего, прислушивалась к своим поклонникам. Во всей игре здесь только два игровых персонажа — и оба Соники. Нет Верхогов [из Sonic Unleashed] и тупых мечей [из Sonic and the Black Knight]. Нет кота Бига или E-102 Гаммы [из Sonic Adventure]…», — заявил Джастин Тауэлл из GamesRadar. Критики IGN пишут, что хотя история в Sonic Generations может и выглядит лишней, она является данью уважения к прошлым играм серии Sonic the Hedgehog. Некоторым журналистам сюжет не понравился из-за схожести с историями из детских мультфильмов, а другим — из-за видеороликов с «утомительной болтовнёй» персонажей.
Версия Sonic Generations для Nintendo 3DS была оценена заметно ниже, чем версия для Xbox 360, PS3 и Windows. Средняя оценка проекта на сайтах Metacritic и GameRankings составляет 66 баллов и 69,50 % соответственно. Большинство рецензентов называли портативную версию игры слабейшим продуктом про Соника за последние годы. Сергей Цилюрик из «Страны игр» высказывался: «„Старшая“ версия Sonic Generations — игра замечательная, способная порадовать не только давних фанатов синего ежа, но и просто любителей хороших платформеров. Портативная Sonic Generations, увы, не более чем объедки с барского стола». Игру сравнивали с Sonic Rush, уровни (например, «Radical Highway») называли безликими, а геймплей за двух разных Соников в 3DS-версии вовсе и не кажется таким уж разным. Его границы размываются, как только Классический Соник обучается приёму homing attack — это сводит на нет весь смысл наличия двух повторяющихся персонажей. Миссии ничем не отличаются от основной игры, а онлайн-режим может содержать лаги.

### Награды и номинации
- Sonic Generations была номинирована на премию Golden Joystick Awards 2012 в категориях «Лучший action-adventure» и «Лучший игровой момент» за уровень «City Escape»[151].
- Редакция сайта GamesRadar наградила игру званием «Лучший фансервис» за 2011 год[152].
- Представители GameZone дали игре звание «Лучшая презентация»[153].
- Редакция Nintendo Power наградила версию Sonic Generations для Nintendo 3DS званием «Лучшего ретро-возрождения»[154].
- В голосовании «50 лучших игр 2011 года», проведённом среди читателей Eurogamer, Sonic Generations заняла 47-е место[155].
- На премии «The Platinum Chalice Awards 2011», Sonic Generations заняла 2-е место в номинации «Самое большое улучшение»[156].
- В 2012 году представитель GamesRadar поместил Sonic Generations на 7-е место в списке лучших игр серии[157].

### Продажи
Согласно данным компании Sega, количество предварительных заказов на Sonic Generations побило рекорды всех предыдущих игр серии Sonic the Hedgehog и сделало её самой ожидаемой игрой за всё время существования этой франшизы. По официальным данным, на май 2012 года по всему миру было продано в общей сложности 1,85 миллиона экземпляров Sonic Generations.
По неофициальным данным, в первую неделю продаж в Северной Америке игра разошлась в количестве около 170 тысяч экземпляров (98 тысяч на Xbox 360 и 71 тысяч на PlayStation 3). Это стало лучшим стартом среди игр серии со времён Mario & Sonic at the Olympic Games для Wii. В этом же регионе в первую неделю было продано около 68 тысяч экземпляров версий для Nintendo 3DS. За ноябрь 2011 года Sonic Generations стала 26-й среди самых продаваемых игр в США.
Среди самых продаваемых игр Великобритании за 30 октября — 5 ноября 2011 года Sonic Generations заняла десятое место, несмотря на то, что поступила в продажу в этой стране только 4 ноября. При этом версий на Xbox 360 было продано больше, чем на PlayStation 3, но обе версии заняли 6-е место в чартах для своей платформы. Однако вскоре общий объём продаж в этом регионе упал: на следующей неделе игра отошла на 21-е место, а на третьей неделе оказалась на 37-м месте. На четвёртой неделе продаж, с выходом 3DS-версии и розничной ПК-версии, Sonic Generations отыграла двенадцать позиций, переместившись на 25-е место. При этом версия для Nintendo 3DS в первые два дня продаж дебютировала на четвёртом месте среди самых продаваемых игр для данной консоли, в то время как порт для ПК оказался на 14 месте среди игр для персонального компьютера.
Летом 2018 года, благодаря уязвимости в защите Steam Web API, стало известно, что точное количество пользователей сервиса Steam, которые играли в сборник Sonic Generations Collection хотя бы один раз, составляет 647 871 человек.

## Ремастер
31 января 2024 года, на презентации PlayStation State of Play, Sega анонсировала ремастер игры под названием Sonic X Shadow Generations, запланированный к выпуску на PlayStation 4, PlayStation 5, Xbox One, Xbox Series X/S, Nintendo Switch и ПК под управлением Windows.  В апреле 2025 года было объявлено, что игра станет одной из игр стартовой линейки для консоли Nintendo Switch 2. Помимо обновлённых визуальных эффектов и дополнительного контента, ремастер будет содержать новую кампанию с участием ёжика Шэдоу, который сразится со своим врагом Блэк Думом и его армией демонов, главными антагонистами игры Shadow the Hedgehog 2005 года. Также были внесены обновления в основную игру, включая новые миссии по спасению Чао и способность «drop dash», которая дебютировала в Sonic Mania, для обоих Соников. На фестивале Summer Game Fest 2024 был показан игровой процесс, а также объявлена дата выхода — 25 октября 2024 года.
Цифровое делюкс-издание включает в себя дополнительную музыку, цифровой артбук и музыкальный плеер, очки навыков для базовой игры, скин для Шэдоу, основанный на одном оригинальных концептов персонажа, а также дополнительный уровень для его кампании, причём последние два бонуса будут выпущены лишь некоторое время спустя, в виде патча. Предзаказы физических изданий включают в бумажный вариант дневника профессора Джеральда, в котором подробно описывается создание Шэдоу, а предварительный заказ цифрового делюкс-издания даёт игрокам ранний доступ к игре на несколько дней раньше (кроме версии для Nintendo Switch). При предзаказе азиатского физического издания игры в комплекте будут идти наклейка с логотипом фильма «Соник 3 в кино» и линзовидный брелок с изображением Соника и Шэдоу.
9 сентября 2024 года оригинальная Sonic Generations перестала продаваться в Steam как отдельная игра, но её можно получить из нового набора Sonic the Hedgehog Legacy Bundle, который будет включать и другие игры.